# Роботика
Роботиката е клон на техниката, машиностроенето, електроинженерството и информатиката, в който са включени дизайна, строежа, управлението и приложението на роботи, както и компютърните системи, нужни за техния контрол, приемане на данни от сензори и обработка на информацията. Приложението на тези технологии са например в промишлеността и в заместването на хора за опасни дейности като обезвреждане на бомби, изследване на корабокрушения и мини. Класифицира се според средата/състоянието на роботите: неподвижни, наземни, подводни, въздушни, космически и полярни.

## Етимология
Думата роботика произлиза от думата робот, която от своя страна е използвана за пръв път от чешкия писател Карел Чапек в пиесата му R.U.R. (на чешки: Rossumovi univerzální roboti), която е изнесена през 1920 г. Думата робот идва от славянската дума „robota“ (работа, труд). Пиесата започва в една фабрика, която прави изкуствени хора, наречени роботи – същества, които могат да бъдат объркани с хората – много подобни на съвременната идея за андроиди. Всъщност Карел не измисля думата. Той е написал кратко писмо към етимологията на думата в Oxford English Dictionary, в която той посочва брат си Йозеф Чапек като реален създател на думата.
Според Оксфордския английски речник думата „роботиката“ се използва за първи път от Айзък Азимов в неговия научнофантастичен разказ „Liar!“, публикуван през май 1941 г. в Astounding Science Fiction. Азимов не е знаел, че създава нов термин; тъй като науката и технологията за електрически устройства е електрониката, той предположил, че роботиката по своята същност се отнася към науката и технологиите за роботи. Азимов заявява, че първата употреба на думата роботиката е в разказа му „Runaround“ (Astounding Science Fiction, март 1942 г.) Въпреки това първоначалната публикация на „Liar!“ предшества тази на „Runaround“ с десет месеца, така че първата обикновено се цитира като творбата, в която се крие произходът на думата.

## История на роботиката
През 1942 г. писателят на научна фантастика на Айзък Азимов създава трите закона на роботиката.
През 1948 г. Норберт Винер формулира принципите на кибернетиката, практически на базата на роботиката.
Напълно автономни роботи се появяват едва през втората половина на 20 век. Първият цифрово управляван и програмируем робот – The Unimate, е инсталиран през 1961 г., за повдигане на горещи парчета метал от машина за леене и натрупване. Търговските и промишлените роботи са широко разпространени днес и се използват за по-евтино, по-точно и по-надеждно извършване на работа в сравнение с човешкия труд. Те също се използват в работни места, които са твърде мръсни, опасни или мрачни, за да бъдат подходящи за хора. Роботите са широко използвани в производството, монтажа, опаковане и пакетиране, транспорт на стоки, изследване на Земята и космоса, хирургия, оръжейната индустрия, лабораторни изследвания и масовото производство на потребителски и индустриални стоки.
| Дата                    | Принос | Име на робот                | Създател                                                  |
| ----------------------- | --- | --------------------------- | --------------------------------------------------------- |
| 7000 пр.н.е.            | В Мохенджо-Даро, дравидианската цивилизация са използвали стрели-свредел в стоматологията си. Наскорошни разкопки повдигат въпроса защо им е била нужна стоматология на ранните тамили. Отговорът може да се крие в нишестето в храната, която консумирали.                                  | Зъболекарска стрела-свредел | Ранните тамили                                            |
| 3 век пр.н.е. и по-рано | Един от най-ранните описания на автомати се появява в текста на Lie Zi, относно много по-ранната среща между цар Mu на Джоу (1023 – 957 г. пр.н.е.) и машинен инженер, известен като Ян Ши, един „майстор“. Той представил на краля ръчно-изработени фигури в реален размер и човешка форма. |                             |                                                           |
| 1 век пр.н.е. и по-рано | Описания на повече от 100 машини и автомати, включително огнехвъргачка и парен двигател. |                             | Ктесибий, Филон Византийски, Херон от Александрия и други |
| 420 пр.н.е.             | Дървена птица, задвижвана с пара, която е в състояние да лети. |                             | Архит от Тарентум                                         |
| 1206 г.                 | Създаден е първият автомат, с настройваема лента. |                             |                                                           |
| 1495 г.                 | Проект на човекоподобен робот. | Механичен рицар             | Леонардо Да Винчи                                         |
| 1738 г.                 | Механична патица, която е в състояние да се храни, размахва криле и отделя. | Механична патица            | Жак дьо Вокансон                                          |
| 1898 г.                 | Никола Тесла представя първия радиоуправляем кораб. | Телеаутоматон               | Никола Тесла                                              |
| 1921 г.                 | Първи измислени автомати, наречени „роботи“, се появяват в играта R.U.R. |                             | Карел Чапек                                               |
| ~1930 г.                | Хуманоиден робот представен на панаирите през 1939 и 1940 г. | Електро                     |                                                           |
| 1946 г.                 | Първият цифров компютър |                             | повече от един човек                                      |
| 1948 г.                 | Просто устроени роботи, показващи биологично поведение. | Елзи и Елмер                | Уилиам Грей Уолтар                                        |
| 1956 г.                 | Първият комерсиален робот, произведен от компанията Unimation. | Unimate                     | Джордж Девол                                              |
| 1961 г.                 | Първият инсталиран индустриален робот | Unimate                     | Джордж Девол                                              |
| 1973 г.                 | Първи промишлен робот с шест електромеханично задвижвани оси | Famulus                     | KUKA                                                      |
| 1974 г.                 | Първият в света микрокомпютър. Доставен е на малка машиностроителна компания в южната част на Швеция. Дизайнът на този робот е бил вече патентован (1972). | IRB 6                       | ABB Robbot Group                                          |
| 1975 г.                 | Програмируема универсална машина, продукт на компанията Unimation. | PUMA                        | Виктор Шейнман                                            |

## Направления в роботиката
Има много видове роботи; те се използват в много различни среди и с много различни цели, като въпреки различията в приложението и конструирането им, те все пак имат общи особености от гледна точка на построяването им.
1. Всички роботи имат механична конструкция, рамка или форма, предназначени за постигане на конкретната задача. Например един робот, предназначен да пътува през тежка мръсотия и кал, най-вероятно използва гъсенични вериги. Механичният аспект е решението на създателя как роботът да изпълни възложената задача от една страна, и това как роботът се справя с особеностите на заобикалящата го околна среда. Формата следва предназначението.
2. Роботите имат електрически компоненти, които захранват и контролират механичната част. Така например роботът с гъсенични вериги ще се нуждае от някакъв вид енергия, за да се движат веригите на тракера. Тази енергия идва под формата на електричество, което ще трябва да пътува през проводник. Дори и машини, които черпят своята енергия от петрол, все още се нуждаят от електричество, за да започне процеса на горене, което обяснява защо повечето бензиново задвижвани машини, като коли, имат източник на електричество. Електрическият аспект на роботите се използва за движение (чрез мотори), наблюдение (където електрически сигнали се използват за измерване на неща като топлина, звук, позицията и енергиен статус) и операции (роботите се нуждаят от някаква степен на електрическа енергия, доставена за техните двигатели и сензори, за да се активират и изпълнят основни операции).
3. Всички роботи съдържат някакво ниво на програмен код. Програмният код определя как един робот да реши кога и как да направи нещо. В примера с гъсеничната верига, един робот, който трябва да премине през кален път, може да има правилна механичната конструкция и да получи необходимото количество енергия от батерията си, но няма да може да се придвижви без програма, която да определи как точно той да се движи. Програмите са от основно значение за един робот, защото той би могъл да има отлично механично и електрическо строителство, но ако програмата му е зле направена изпълнението на поставените му задачи ще бъде много лошо (ако се изпълнят изобщо). Има три различни вида роботизирани програми: дистанционно управление, изкуствен интелект и хибрид. Един робот с дистанционно управление има предварително зададен набор от команди, с които ще работи само ако и когато ги получи като сигнал от източника на контрол – устройството за дистанционно управление. Роботи, които използват изкуствен интелект, взаимодействат с околната среда самостоятелно (без източник на контрол) и могат да определят реакциите си към обекти и проблеми, които те срещат, използвайки тяхното предшестващо програмиране. Хибрид е форма на програмиране, която включва и двете функции.

## Етимология
Думата „робот“ произлиза от чешката дума „robota“, означаваща работа, но и ангария – изморителен труд (робски труд). Тя е използвана за първи път от писателя Карел Чапек в пиесата му „R.U.R.“ (Росумски универсални роботи), публикувана през 1920 година.
Думата „роботика“ е измислена от американския писател от руско-еврейски произход Айзък Азимов. Със световна слава се ползва неговата поредица за роботи „Аз, роботът“.

## Приложение
Този тип класификация става необходима, понеже все повече и повече роботи се създават за определени цели. Например много роботи са създадени за монтажна работа, която не може да се адаптира към други приложения. Те се определят като монтажни роботи. За шевно заваряване някои снабдители предоставят цялостна заваръчна система с робота, т.е. заваръчното оборудване заедно с останалата обработваща апаратура, като една интегрирана единица. Такава интегрирана роботизирана система се нарича заваръчен робот, въпреки че може да се адаптира да прави различни неща. Някои роботи са специално проектирани за работа с тежък товар. Те са наречени тежкотоварни роботи.
Роботи за битка – хоби или спортно събитие, където два или повече робота се бият на арена, докато се извадят извън строя. Това се развива от хоби през 1990-те до поредица от телевизионни серии.
Друга приложна област за роботите, която предизвиква все по-голям интерес, е усилието да се деактивират и извеждат от експлоатация на излишни и/или ненужни съоръжения в енергийния департамент на САЩ. Много от тези съоръжения са опасни и не могат да се ползват традиционните техники за промишлено разрушаване. Такива опасности са излагане на радиоактивни, химически и други опасни материали, които са разлагащи или структурно нестабилни. За ефикасното и безопасно деактивиране и извеждане от експлоатация на такива съоръжения почти винаги се използват дистанционно управлявани технологии, за да се предпази персонала и околната среда. База данни, съдържаща информация за почти 500 съществуващи роботизирани технологии, може да се види на D&D Knowledge Management Information Tool.

## Компоненти

### Източник на енергия
Най-много се използват (оловно-киселинни) акумулатори като източник на енергия. Различни видове батерии могат да послужат като източник на енергия за роботите. Оловно-киселинните батерии са безопасни и имат сравнително дълъг живот, но са твърде тежки в сравнение със сребърно-кадмиевите батерии, които са по-малки на обем, но по-скъпи. При проектирането на робот, задвижван от батерии, трябва да се вземат предвид фактори като безопасност, продължителност на живот и тегло на батериите. Също така могат да се използват и генератори, най-често някакъв вид двигател с вътрешно горене. Обикновено такива разработки често са механично комплексни, нуждаят се от гориво, изискват разсейване на топлината и са сравнително тежки. Директното свързване на робота със захранването ще премахне необходимостта от източник на енергия в самия робот. Предимството е намаленото тегло и заето пространство, като се премести целия източник на енергия някъде другаде. Въпреки това недостатък на този дизайн е постоянно свързания кабел към робота, който трудно се управлява. Потенциални източници на енергия могат да бъдат:
- Пневматичен (сгъстени газове)
- Слънчева енергия (използването на слънчевата енергия и превръщането ѝ в електрическа)
- Хидравлика (течности)
- Махово колело за съхранение на енергия
- Органичен боклук (чрез анаеробно разграждане)
- Ядрен

### Задвижващо устройство
Задвижващите устройства са „мускулите“ на робота, частите, които преобразуват съхранената енергия в движение. Най-популярните задвижващи механизми са електрически двигатели, които въртят колело или предавка и линейните механизми, които контролират промишлените роботи в заводите. Има скорошни постижения в сферата на алтернативните типове задвижващи механизми, захранвани от електричество, химикали или компресиран въздух.

#### Електрически мотори
По-голямата част от роботите използват електрически двигатели, колекторни и безколекторни постояннотокови електрически мотори в преносими роботи или двуфазни двигатели в индустриалните роботи и CNC машини (машини с компютъризирано цифрово управление). Тези мотори са предпочитани при системи с леки натоварвания, където преобладаващата форма на движение е ротационна.

#### Линейни задвижващи устройства
Те биват различни типове устройства, които се задвижват напред и назад, а не в кръг, и по-бързо могат да сменят посоката, особено когато е необходима голяма сила, както е при индустриалните роботи. Обикновено се задействат от компресиран въздух (пневматично задвижващо устройство) или от машинно масло (хидравлично задвижващо устройство).

#### Поредица еластични задвижващи устройства
Една пружина може да бъде част от моторното задвижващо устройство, като позволява да се подобри контрола на силата. Използвани са в различни роботи, особено при ходещите хуманоидни роботи.

#### Въздушни мускули
Пневматичните изкуствени мускули, наречени още въздушни мускули, са специални тръби, които се разширяват (обикновено до 40%) когато въздуха преминава в тях. Те се използват в някои роботизирани приложения.

#### Мускулен кабел
Мускулният кабел, наречен още запомняща форми сплав, Nitinol® или Flexinol® кабел, е материал, който се скъсява (до 5%), когато се приложи електричество. Използвани са при някои малки роботизирани приложения.

#### Електроактивни полимери
Електроактивните полимери (EAP) или изкуствени мускули (EPAM) са нови пластични материали, които имат способността да се контрахират значително много (до 380% активно обтягане) от електричество. Използвани са за лицеви мускули и ръце на хуманоидни роботи, също и за роботи, които плават, летят, плуват или ходят.

#### Пиезоелектрически мотор
Алтернатива на постояннотоковите електрически мотори са пиезомоторите или ултрасоник моторите. Те работят на много по-различен принцип, посредством малки пиезокерамични елементи, които вибрират много хиляди пъти в секунда, предизвиквайки линейно или ротационно движение. Имат различни механизми на действие. Един от тях е използването на вибрациите на пиезоелементите да засили мотора в кръг или в права линия. Предимствата на тези мотори са нанометър резолюцията, бързината и силата, на която са способни, въпреки техния размер. Тези мотори са вече широко разпространени и се ползват за някои роботи.

#### Еластични нанотръби
Еластичните нанотръби са обещаваща изкуствена мускулна технология в ранен етап на експериментална разработка. Липсата на дефекти във въглеродните нанотръби позволява на нишките да се деформират еластично с няколко процента, с нива на съхранение на енергия от около 10J/cm3. Човешкият бицепс може да бъде заменен с 8 mm в диаметър кабел от този материал. Такава компактна „мускулна“ сила позволява на бъдещите роботи да надбягат и надскочат хората.

### Сетивност
Сензорите позволяват на роботите да получават информация за обкръжаващата среда или за вътрешни компоненти. Това е изключително важно за роботите, за да изпълняват своите задачи, и да реагират на всякакви промени около тях най-адекватно. Използват се различни начини на измерване, които да предупреждават роботите дали е безопасно, има ли някакви неизправности и предоставят информация в реално време за свършената задача.

#### Допир
Сегашните роботизирани и протезни ръце получават много по-малко тактилна информация от човешката ръка. Скорошно проучване разви тактилен сензорен масив, който имитира механичните особености и рецепторите за допир на човешките пръсти. Сензорният масив е конструиран с устойчива сърцевина, заобиколена от проводима течност, обхваната от еластомерна кожа. Електродите са монтирани на повърхността на сърцевината и са свързани към импедансов уред за измерване вътре в сърцевината. Когато изкуствената кожа докосне даден обект, флуидното поле около електродите се деформира, като по този начин предизвиква промени в съпротивлението, които определят силите получени от обекта. Учените мислят, че важна функция на изкуствените пръсти ще бъде коригирането на роботизирания захват при държане на даден обект.
Учени от някои европейски страни и Израел са разработили протезна ръка през 2009 г., наречена „Умна Ръка“ (SmartHand), която функционира като истинска, като позволява на пациентите да пишат с нея, да пишат на клавиатура, да свирят на пиано и да извършват и други деликатни движения. Протезата има сензори, които позволяват на пациента да има чувство за истинско усещане на пръстите си.
През 2015 г. учени от Станфордския университет са създали изкуствена кожа, снабдена с електронни механорецептори, които предизвикват чувство за допир и могат да се използват в протезите за крайници. Гъвкавата пластична кожа е направена от няколко слоя, единият от които има сензор за натиск, докато друг съдържа мастилено-струен органичен електричен кръг.

#### Зрение
Компютърното зрение е наука и технология на машини, които виждат. Като научна дисциплина, компютърното зрение се отнася до теорията зад изкуствените системи, които взимат информация от снимки. Снимковите данни могат да приемат различна форма, като видео поредица и кадри от камери.
Компютърните зрителни системи разчитат снимковите сензори, като прихващат електромагнитна радиация, която е типична за видимата светлина или за ултравиолетовата светлина. Сензорите са проектирани да ползват физиката на твърдото тяло. Процесът, при който светлината преминава и се отразява от повърхностите, става чрез оптика. Усъвършенстваните снимкови сензори изискват квантова механика, за да се осигури пълно разбиране на процеса на формирането на изображение. Роботите също така могат да бъдат оборудвани с многобройни зрителни сензори, за да могат по-добре да изчислят чувството за дълбочина в околната среда. Като човешките очи, „очите“ на роботите трябва да могат да фокусират определена зрителна зона и също така да се приспособяват към различния интензитет на светлината.
Има подгрупа към компютърните зрителни системи, в които изкуствени системи са били проектирани да имитират обработването и поведението на биологична система на различни нива на сложност. Също така се прилагат самообучаващи се методи, базирани на биологията.

#### Други
Други често срещани сензори при роботите са лидар, радар и сонар.

### Манипулиране
Манипулирайки обектите около себе си, роботите предизвикват някакъв ефект. Затова „пръстите“ на робота често биват наричани „крайни изпълнителни устройства“, а „ръката“ – „манипулатор“. Манипулаторите обикновено могат да сменят своите крайни изпълнителни устройства и по този начин да извършват различни дейности с различна прецизност.

#### Механични устройства за захващане
Едно от най-често срещаните крайни изпълнителни устройства е хващачът. В най-простата си форма той представлява само два пръста, които се приближават и отдалечават един от друг, така че да хващат и пускат малки обекти. Пръстите може например да са направени от верига с метална тел, прекарана през нея. Някои ръце наподобяват човешката, например Shadow и Робонавт. Механичните устройства за прихващане биват различни видове и форми, например фрикционни и обкръжаващи челюсти. Фрикционните челюсти използват цялата сила на хващача, за да държат правилно обекта, докато обкръжаващите го обгръщат.

#### Вакуумиращи устройства за захващане
Вакуумиращите устройства за захващане са много прости, но могат да издържат много големи товари, при условие че повърхността, за която се захващат, е достатъчно гладка.
Роботи, които са създадени да хващат големи обекти (като стъкла на автомобили) и да ги поставят на определено място, много често използват именно вакуумиращи устройства.

#### Крайни изпълнителни устройства с общо предназначение
Някои от по-сложните роботи вече използват човекоподобни ръце, например Shadow Hand, MANUS и Schunk. Те са много ловки манипулатори и имат стотици сензори.

### Придвижване

#### Роботи на колела
За улеснение повечето подвижни роботи имат четири колела или няколко непрекъснати релси. Някои инженери разработват и по-сложни роботи с едно или две колела. Техните предимства са, че са по-ефективни и имат по-малко части, както и да се движат на места, на които роботите с четири колела не биха могли.

#### Балансиращи роботи на две колела
Има голямо разнообразие от балансиращи роботи, но обикновено използват жироскоп, с помощта на който определят с колко и в каква посока се накланя роботът, за да задвижат колелата в същата посока и по този начин да го балансират.

#### Балансиращи роботи на едно колело
Разликата между балансиращите роботи на две колела и тези на едно е, че последните използват кръгло кълбо, за да се придвижват. Някои от по-известните роботи, които балансират на едно колело, са „Ballbot“, който е с размерите на човек, и „BallIP“. Поради своята продълговата форма и възможността да маневрират в тесни пространства, се счита, че тези роботи ще се справят по-добре от останалите роботи в среди, където са в непосредствена близост с хора.

#### Сферични кълба
Някои роботи имат сферична форма и се придвижват, като въртят тежест вътре в кълбото или като въртят външните си обвивки. Тези роботи са известни и като сферични ботове.

#### Роботи на шест колела
Такива роботи осигуряват по-голяма стабилност и се използват на открити терени, като тревисти и скални повърхности.

#### Верижни роботи
Танковите вериги осигуряват още по-голяма стабилност и затова много често се ползват за военни цели. Пример за такъв робот е роботът на НАСА „Urbie“.

#### Ходещи роботи
Ходенето не е лесна задача. Правят се много опити да се създаде робот, който да ходи на два крака стабилно, но никой не може да го направи толкова умело, колкото хората. Повечето опити са насочени към създаването на робот, който върви на повече от два крака, тъй като това е значително по-лесно. Ходещите роботи биха могли да се използват на неравни терени, където ще са много по-ефективни от другите роботи. Повечето ходещи роботи се справят добре на равни терени и евентуално стъпала. Никой все още не се справя добре на скалисти повърхности. Методите, които са били опитвани, включват:

##### ZMP техника
ZMP (Zero Moment Point) техниката представлява алгоритъм, използван от роботи като ASIMO на Honda. Бордовият компютър на робота се стреми да балансира инерционните сили (комбинацията от земната гравитация и ускорението или забавянето) със силата на реакцията на долната повърхност. Това не е начинът, по който се балансират хората, и това се забелязва от характерната походка на ASIMO. Алгоритъмът за придвижване на ASIMO не е статичен, но въпреки това изисква гладка повърхност.

##### Подскачане
През 1980 г. Марк Рейбърт от Масачузетския технологичен институт създава няколко робота, в които успешно демонстрира много динамично ходене. Един от роботите бил с един крак и много малко ходило и можел да стои изправен, подскачайки нагоре-надолу. Когато роботът се накланял на една страна, той подскачал в съответната посока и по този начин запазвал равновесие. Скоро алгоритъмът се приложил и за роботи с два и четири крака. Бил демонстриран и двукрак робот, който можел да тича и дори да прави салта. Друг робот с четири крака можел да върви бавно, забързано, да тича и да подскача.

##### Динамично балансиране (контролирано падане)
По-сложните роботи използват динамичен алгоритъм за балансиране. Той се счита за по-добър от ZMP техниката, защото постоянно отчита движението на робота и поставя ходилата в съответната позиция, така че да запази баланс. Тази техника е демонстрирана от робота Dexter на Anybots. Той е толкова стабилен, че дори може да скача. Друг пример е TU Delft Flame.

##### Пасивна динамика
Един от най-обещаващите подходи разчита на пасивната динамика. При този подход се използва инерцията на крайниците при движението им, за да се постигне по-голяма ефективност. Демонстрирано е как роботи без никакво захранване могат да ходят надолу по склон, използвайки само земната гравитация, за да се придвижват. Използвайки тази техника, един робот се нуждае само от малко двигателна мощ, за да се движи по равна повърхност или да изкачва хълм.

#### Други методи за придвижване

##### Летене
Модерните пътнически самолети всъщност са летящи роботи, управлявани от двама души. Автопилотът може да контролира самолета през всяка фаза от пътуването, включително излитането и кацането. Други летящи роботи не се нуждаят от пилот и са известни като безпилотни летателни апарати (БЛА). Някои от тези роботи са много малки и леки и се използват от военните с разузнавателни цели. Някои могат да стрелят по мишени при дадена команда, а някои дори го правят автоматично, без нужда от команда от човек. Други летящи роботи са крилатите ракети, Entomopter, както и микрохеликоптера на Epson. Air Penguin, Air Ray и Air Jelly имат тела, по-леки от въздуха, и се задвижват с гребла.

##### Пълзене
Някои роботи се придвижват като змиите. По този начин те могат да преминават през много тесни участъци. Тези роботи биха били полезни при издирването на хора в срутени сгради. Японският ACM-R5 може дори да се движи по този начин и във водата.

##### На кънки
Има роботи, които се придвижват и на кънки. Такъв робот е Plen, който използва миниатюрен скейтборд или ролкови кънки, за да се пързаля по повърхността.

##### Катерене
Известни са няколко различни подхода за създаването на роботи, които могат да се катерят по вертикални повърхности. Един от подходите имитира човешки движения, коригирайки центъра на тежестта и придвижвайки крайниците един след друг. Такъв пример е Capuchin, създаден от Ruixiang Zhang от Станфордския университет в Калифорния. Друг подход наподобява начина, по който се катерят гущерите, и е ефективен върху гладки повърхности, например вертикално стъкло. Пример за роботи, използващи този подход, са Wallbot и Stickybot. През 2008 година доктор Лий Юнг и неговата изследователска група от New Concept Aircraft (Zhuhai) създават бионичен робот, наподобяващ гущер – Speedy Freelander. Роботът може бързо да катери различни видове стени и да ходи с главата надолу по тавана, да се адаптира към гладки, груби, лепкави или прашни повърхности, да идентифицира и заобиколи препятствия автоматично. Гъвкавостта и скоростта на робота са сравними с тези на истински гущер.
Взаимодействие и навигация с околната среда
Въпреки че значителен процент от роботи днес са или контролирани от хора, или работят в статична среда, има повишаване на интереса в роботи, които могат да се управляват автономно в динамична среда. Тези роботи изискват някои комбинации от навигационен хардуер и софтуер с цел да преодолеят тяхната среда. По-точно непредвидими събития (като хора и други пречки, които не са стационарни) могат да създадат проблеми или сблъсъци. Някои силно напреднали роботи като ASIMO и Meinü robot имат особено добри роботни навигационни хардуер и софтуер. Също така самоконтролиращите се коли, безпилотната кола на Ernst Dickmanns и участниците в DARPA Grand Challenge са способни да усетят добре средата и впоследствие да направят навигационни решения, базирани на тази информация. Повечето от тези роботи използват GPS навигационно устройство с точки заедно с радар, понякога комбинирано с други сензорни данни като Лидар, видео камери и инерционно насочващи системи за по-добра навигация между точки.
Човешко-роботско взаимодействие
Изкуството за сензорния интелект за роботите трябва да прогресира през няколко значими етапа ако искаме роботите, работещи в нашите домове, да надскочат чистенето с прахосмукачки. Ако роботите ще работят ефикасно в домовете и в други неиндустриални среди, начинът, по които са инструктирани да изпълняват работата си и особено как ще им бъде казано да спрат, ще е от огромно значение. Хората, които взаимодействат с тях, може да имат малко или никакво обучение по роботика и за това всеки интерфейс ще трябва да бъде изключително интуитивен. Типично за авторите на научна фантастика е да предполагат, че роботите евентуално ще бъдат способни да комуникират с хората чрез говор, жестове и лицеви изражения, вместо чрез интерфейс с команден ред. Въпреки че говорът е най-естественият начин на хората за комуникация, той е неестествен за роботите. Най-вероятно ще е нужно много време, преди роботите да могат да взаимодействат естествено като измисления C-3PO, или „Data“ от Стар Трек, Ново Поколение.
Разпознаване на говор
Тълкуване на непрекъснатия поток от звуци идващи от човек в реално време е трудна задача за компютъра, главно заради голямата променливост на речта. Една и съща дума казана от един и същ човек може да звучи различно, в зависимост от местната акустика, силата на звука, предишната дума, дали говорещият е настинал и т.н. То става дори по-трудно, когато говорещият има различен акцент. Въпреки това големи стъпки бяха направени в областта след като Дейвис, Биддулф и Балашек проектираха първата „система с гласово въвеждане“, която разпознава „10 цифри изговорени от един потребител със 100% точност“ през 1952. Най-добрите системи могат да разпознаят непрекъснат естествен говор до 160 думи в минута, с точност 95%.
Роботизиран глас
Други препятствия съществуват, когато се позволи на робота да използва глас за взаимодействие с хората. За социални причини, синтетичния глас се доказва като неоптимален за комуникационна среда, правейки необходимо развитието на емоционален компонент за роботизиран глас чрез различни техники.
Жестове
Човек може да си представи в бъдеще да обяснява на робот-готвач как да сготви сладкиши или да бъде упътен за посоката от робот-полицай. И в двата случая жестовете с ръце ще подпомогнат устното описание. В първия случай роботът ще разпознава жестове направени от човека и най-вероятно ще ги повтаря в знак на потвърждение. Във втория случай роботът-полицай ще прави жестове за да индикира „надолу по пътя, след това завийте на дясно“. Най-вероятно жестовете ще подобрят част от взаимодействията между хората и роботите. Много системи се разработват, за да разпознават човешките жестове с ръце.
Лицеви изражения
Лицевите изражения могат да предоставят бърза обратна връзка върху диалога между двама души и скоро може да се случи същото и за хората и роботите. Лица за роботи са създадени от Hanson Robotics, използвайки техния еластичен полимер наречен Frubber, позволявайки голям брой лицеви изражения, благодарение на еластичността на гуменото лицево покритие и вградените под него мотори (сервомашини). Покритието и сервото са монтирани върху метален череп. Роботът трябва да знае как да подходи към човек, преценявайки неговите лицеви жестове и език на тялото. По подобен начин роботи като Kismet и по-скорошното допълнение Nexi могат да възпроизведат диапазон от лицеви жестове, позволявайки по-значима социална обмяна с хората.
Изкуствени емоции
Изкуствените емоции могат да бъдат генерирани, съставен от поредица от лицеви изражения и/или жестове. Както може да се види от филма „Реална Фантазия“ (Final Fantasy: The Spirits Within), програмирането на тези изкуствени емоции е сложно и изисква дълго наблюдение на хора. За да опрости това програмиране във филма, са създадени заготовки със специална софтуерна програма. Това намалява времето нужно за направата на филма. Тези заготовки биха могли да се използват върху истински роботи.
Индивидуалност
Много от роботите в научната фантастика имат индивидуалност – нещо, което може да е или да не е желано при комерсиалните роботи на бъдещето. Въпреки всичко изследователите се опитват да създават роботи, които да изглеждат персонализирани, т.е те използват звуците, изражения на лицето и езикът на тялото, за да се опитат да придадат вътрешно състояние като радост, тъга или страх. Един търговски пример е Pleo – робот-играчка динозавър, който може да прояви няколко очевидни емоции.
Социален интелект
Лабораторията за Социално интелигентни роботи в Технологическия институт в Джорджия изследва нови концепции на контролирано обучение на интеракция с роботи. Целта на проектите е социален робот, който след човешка демонстрация се научава да изпълнява задачи, без да има предишни познания на концепции от високо ниво. Тези нови концепции са обосновани от непрекъснати ниско честотни сензорни данни до безнадзорно учене и така целевите задачи са постепенно научавани с помощта на Байесовския подход. Тези концепции могат да бъдат използвани за транфериране на знания за бъдещи задачи, водещи до по-бързото научаване на тези задачи. Резултатите са демонстрирани от робота Кюри, който може да сложи пастата от тенджерата в чиния и да сложи соса отгоре.

## Контрол
Механичната структура на робота трябва да бъде контролирана, за да изпълнява задачи. Контролът на робота включва три ясни фази – възприятие, преработка и действие (роботизирани парадигми). Сензорите дават информация за околния свят или за самия робот (например за позицията на неговите стави или крайния резултат). След това тази информация се обработва, за да се съхрани или препрати и за да се изчислят подходящите сигнали на задвижващите механизми (двигатели), които движат механичните.
Фазата на обработка може да варира по сложност. На ниво реакция може да превръща необработената сензорна информация директно в активиращи команди. Сензорният синтез може първо да се използва, за да се изчислят нужните параметри (например позицията на захват на робота) от неясни сензорни данни. След тези изчисления задачата е незабавно разбрана, като например движението на хващача в определена посока. Техниките от теорията на контрол преобразуват задачата в команди, които задвижват активаторите.
По-нататък във времето или с по-усъвършенствани задачи роботът може да трябва да изгради и разсъждава с „когнитивен“ модел. Когнитивните модели се опитват да представят робота, света и как те си взаимодействат. Разпознаването на модели и компютърното зрение може да се използват за проследяване на обекти. Картографиращите техники може да се използват при съставянето на карти на света. И най-накрая планирането на движението и другите техники на изкуствения интелект могат да се използват за предсказване на поведението. Например планиращият може да разбере как да постигне задача без да се натъква на препятствия, да пада и т.н.
Нива на автономност
Контролните системи също могат да имат различни нива на автономност:
1. Прякото взаимодействие се използва за осезаеми или теле-експлоатирани устройства и човекът има почти пълен контрол върху движението на робота.
2. Методите, подпомагащи оператора задават на робота задачи от средно до високо ниво и той автоматично пресмята как да ги реши.
3. Автономните роботи могат дълго време да изкарат без човешка намеса.
По-високите нива на когнитивност не изискват задължително по-сложни когнитивни умения. Например роботите в монтажните заводи са напълно автономни, но оперират по определен модел.
Друга класификация взима предвид взаимодействието между човешкия контрол и движенията на машините.
1. Телеопериране. Човекът контролира всяко движение, всяка промяна на задвижващия механизъм се определя от оператор.
2. Надзор. Човекът определя общия ход или промяната на позицията и машината задава специфични движения на своите изпълнителни механизми.
3. Автономност на задачите. Операторът определя само задачата и роботът сам се настройва, за да я завърши.
4. Пълна автономност. Роботът сам ще създаде и завърши всички задачи без човешка намеса.

## Изследователска дейност
Голяма част от изследователската дейност в сферата на роботиката е фокусирана не в специфични задача от индустрията, а в разработка на нови видове роботи, алтернативни начини за тяхното производство и търсене на различен подход към роботите и техния дизайн. Други научни изследвания, като проекта Cyberflora на Масачузетския технологичен институт, са напълно академични.
Първата наистина изключителна иновация в дизайна на роботи е превръщането на проектите в софтуер с отворен код. За да се оцени нивото на напредналост на един робот, се ползва терминът „генерации на роботите“. Терминът е използван за първи път от професор Ханс Моравек, изследовател в Института по роботика в Университета „Карнеги Мелън“, при описание на развитието на роботиката в близкото бъдеще. Първата генерация роботи, предвижда Моравек през 1997, предполагаемо ще има интелектуален капацитет като на гущер и ще бъде готова през 2010 година. Тъй като роботите от първата генерация ще бъдат неспособни да добиват нови знания, Моравек предвижда, че втората генерация роботи ще бъде подобрена версия на първата и ще бъде на разположение през 2020 година. Предвижда се те да бъдат интелигентни приблизително колкото една мишка. Трета генерация роботи трябва да имат интелигентност като на маймуна. Въпреки че третата генерация роботи – роботите с човешки интелект ще станат възможни, Моравек не предвижда това да стане преди 2040 или 2050 година.
Втората иновация е еволюционни роботи. Това е методология, която използва еволюционни изчисления за дизайна на роботи, и особено тяхната форма, движения и поведение. Подобно на естествената еволюция, на голяма популация от роботи е дадена възможността да се съревновава помежду си по някакъв начин, или техните възможности да изпълняват дадена задача се измерват с фитнес функция. Тези от тях, които се представят най-зле, биват премахвани от популацията и замествани с други, които имат друг модел на поведение, базиран на този на представящите се най-добре роботи. С течение на времето популацията се подобрява, и може да доведе до появата на удовлетворителен робот. Учените използват този метод, за да да създават по-добри роботи и едновременно да изследват еволюцията. Тъй като процесът изисква много генерации от роботи да бъдат симулирани, този похват се прилага изцяло или почти и само в симулационна среда. Чак когато алгоритмите са достатъчно добри, този метод бива тестван над истински роботи.
Съществуват около 10 милиона индустриални роботи по света. Япония е страната, в която има най-голямо приложение на роботи в производствената индустрия.

### Динамика и кинематика
Науката за движение може да се раздели на кинематика и динамика. Директната кинематика се отнася за калкулирането на крайна позиция на ефектора, ориентация, скорост и ускорение, като съответните общи стойности са известни. Обратната кинематика се занимава с обратния случай, в който се изчисляват нужните общи стойности за дадени стойности на ефектора. Някои специфични случаи на кинематиката включват справянето с излишък (различни възможности за изпълнението на едно и също движение), предотвратяването на сблъсък и превъзмогването на необичайна ситуация. Щом веднъж всички релевантни позиции, скорости и ускорения са пресметнати, използвайки кинематика, методи от сферата на динамиката се използват за изучаване на ефекта на силите върху това движение.

## Образование и обучение
Инженерите, които се занимават с роботика, разработват роботи, поддържат ги, създават нови приложения за тях и провеждат изследвания, за да разширят потенциала на роботиката. Роботите са се превърнали в популярен образователен инструмент в някои средни и висши учебни заведения, особено в определени части на САЩ, както и в множество младежки летни лагери. Това само по себе си повишава интереса на ученици и студенти към програмирането, изкуствения интелект и роботиката. Учебните курсове, които са част от първата година от програмата по информатика на някои университети, днес включват програмирането на робот като допълнение към традиционните софтуерни курсове.

### Кариерно развитие
Много университети предлагат бакалавърски, магистърски и докторски степени в областта на роботиката. Професионалните училища също така предлагат обучение в областта на роботиката, насочено към кариера в областта.

### Сертифициране
Алиансът за стандарти относно сертифициране в областта на роботиката (от английски Robotics Certification Standards Alliance RCSA) е международен орган, който установява стандарти относно сертифицирането в областта на роботиката за различни индустрии и за сферата на образованието.

### Летни лагери с насоченост към роботиката
В САЩ се предлагат няколко национални програми под формата на летен лагер, които включват роботиката като част от основната си учебна програма. Примери за такива лагери са Digital Media Academy, Robotech, и Cybercamps. Освен това младежки летни програми с насоченост към роботиката биват предлагани често от прочути музеи, като Американския музей по естествена история и Техническия музей на иновациите в Силициевата долина. Също така съществува и образователна лаборатория по роботика – част от израелския институт по технологии Technion. Други примери за летни лагери, свързани с роботиката, са: EdTech, the Robotics Camp-Montreal, AfterFour-Toronto, Exceed Robotics-Thornhill и други.
Всички гореспоменати лагери предлагат:
- практически идеи за използване на технологиите в класната стая.
- малка, съвместна, практически насочена учебна среда.
- повече от шестнадесет часа на обучение в спокойна и живописна обстановка.
- разработване на екип от нови инструменти и тактики за ефективно интегриране на технологиите в обучението.

В пределите на България също се развива идеята за лагери с насоченост в областта на роботиката. Пример за това е училището по роботика „Robopartans“, което има за цел посредством роботиката да запали децата и учениците от ранна възраст по технически науки като математика, физика и информационни технологии.

### Конкурси в сферата
Светът на роботиката е изключително голям и много състезания и конкурси по целият свят биват организирани. Едно от най-важните състезания е на FLL или FIRST Lego League. Идеята зад този специфичен конкурс е, че децата след деветата си година започват да навлизат в света на роботиката, докато играят с Лего. Конкурсите и състезанията в областта на роботиката включват елементи и аспекти от сферата на бизнеса, маркетинга, инженерството и дизайна.

### Допълнителни занимания по роботика
Много училища в САЩ започват да добавят роботиката като част от програмата на свободно избираемите предмети. Някои основни програми за допълнителни занимания по роботика включват FIRST Robotics Competition, Botball и B.E.S.T. Компанията Lego поддържа програма за деца с идеята да ги насърчи да учат и да се занимават с роботика още в ранна възраст.

## Употреба
Роботите са важна част в много от модерните производствени процеси. Заводите увеличават използването на роботи и броят на работите, свързани с роботика, нараства. В растежа на работни позиции, свързани с роботиката, се наблюдава стабилен растеж. Използването на роботи в индустрията е довело до повишаване на производителността и ефективността и е спомогнало за намаляване на разходите. То често се смята за добра дългосрочна инвестиция.
Голяма част от изделията, произвеждани в масови серии в съвременната промишленост, се състоят от множество по-малки елементи с конструктивно, функционално или декоративно предназначение. В категорията на многокомпонентните продукти попадат широк асортимент от обекти – от едрогабаритни системи до микроскопични устройства, включително компютри, електроника, автомобилни части като двигатели, помпи, зъбни предавки, кормилни уредби и т. н.
Асемблирането на готовото изделие изисква съвкупност от различни монтажни операции, които в миналото са били изцяло или частично извършвани от хора с помощта на съответните инструменти и машини. Напредъкът в сферата на роботиката позволява днес всички монтажни задачи да бъдат извършвани автоматизирано, а роботизираните линии за асемблиране са се превърнали в “златен стандарт” във вискоскоростното и динамичното модерно производство.

## Безопасност на труда и последствия за здравето
Работен доклад на Европейската агенция за безопасност и здраве при работа акцентира върху това как широкото разпространение на роботиката предоставя нови възможности, както и някои предизвикателства за безопасността на труда и здравето при работа.
Най-големите предимства за безопасността и здравето при работа идва от заместването на хора, работещи в нездравословна или опасна среда на труд, с роботи. В космонавтиката, военната индустрия и ядрената енергетика, но също в логистиката, поддръжката и инспектирането, автономните роботи са изключително полезни при заместването на работници изпълняващи мръсна, скучна или опасна работа. По този начин се избягва излагането на хора на опасни условия и се намалява физическия и психологичен риск. Например роботи вече биват използвани за изпълнението на повтарящи се и монотонни задачи, за работа с радиоактивни материали или за работа в експлозивна среда. В бъдеще много други силно повтарящи се, рисковани или неприятни задачи ще бъдат изпълнявани от роботи в много различни сектори, като селско стопанство, строителство, транспорт, здравеопазване, пожарна безопасност или почистващи услуги.
Въпреки тези предимства, има специфични умения, за които хората ще са по-добре пригодени от машините дори и за в бъдеще. Въпросът е как да постигнем най-добрата комбинация от умения, принадлежащи на човека и робота. Предимствата на един робот включват високопроизводителни работи, свързани с прецизност и висока степен на повтаряне. От друга страна предимствата на човека включват креативност, взимане на решения, гъвкавост и адаптивност. Нуждата да се комбинират оптимално тези умения е довела до сътрудничещи си роботи и хора, споделящи едно и също работно място. Това от своя страна резултира в създаването на нови начини и стандарти за гарантиране на сигурността на хората. Някои европейски страни включват роботиката в техните национални програми и се опитват да промотират сигурност и гъвкавост в сътрудничеството между роботи и оператори, стремейки се към постигане на по-висока продуктивност. Например Германския федерален институт за безопасноти и здраве при работа (BAuA) организира годишен семинар на тема „Сътрудничество между хора и роботи“.
В бъдеще сътрудничеството между роботи и хора ще бъде по-разнообразно, като роботите ще увеличат своята автономност. Това ще доведе то колаборация между хора и роботи от съвсем друго естество. Текущите начини и стандарти, целящи да защитят работниците от риска да работят със сътрудничещи си роботи, ще бъдат променени.